# Navigation (Possible Abstracts XII & XIII)
Navigation (Possible Abstracts XII & XIII) ist ein Jazzalbum von Taylor Ho Bynum in Septettbesetzung. Die am 8. Dezember 2012 entstandenen Aufnahmen erschienen am 12. November 2013 auf Firehouse 12 Records.

## Hintergrund
Die Navigation-Aufnahmen sind die vierten und fünften Aufnahmen des Sextetts/Septetts Bynums und folgen Apparent Distance (Firehouse 12, 2011), der Session, die Bynums Vision für Komposition/Improvisation formulierte und sich auf dieses erkennbare Ensemble von Spielern konzentrierte, schrieb Mark Corroto. Navigation (Possible Abstracts XII & XIII) ist die Veröffentlichung von Studioaufnahmen, bei der das Septett des Kornettisten und Komponisten die Komposition Navigation spielt; parallel dazu erschien eine 2-LP-Edition mit einer Liveversion des Stücks, Possibility Abstracts X & XI, die am Vortag mitgeschnitten wurde. In Taylor Ho Bynums Septett spielen Jim Hobbs am Altsaxophon, Bill Lowe an der Bassposaune und der Tuba, Mary Halvorson an der Gitarre, Ken Filiano am Bass sowie Chad Taylor und Tomas Fujiwara an Schlagzeug und Vibraphon. Gegenüber den Alben Apparent Distance und Asphalt Flowers, Forking Paths gibt es keinen Wechsel in der Besetzung.

## Editorischer Hinweis
Im November 2013 erschien auf Firehouse 12 Records auch die Edition Navigation (The Complete Firehouse 12 Recordings) als Multiformat-Set mit vier Alben des Kornettisten und Komponisten Taylor Ho Bynum. Das Projekt dokumentiert vier verschiedene Versionen von Bynums modularer Komposition Navigation, wobei zwei Sets live mit seinem Sextett (ohne Chad Taylor) aufgenommen wurden. Die Musik wurde an zwei Tagen, dem 7. und 8. Dezember 2012, aufgenommen.

## Titelliste
- Taylor Ho Bynum 7-tette – Navigation (Possibility Abstract XII & XIII) (Firehouse 12 Records FH12-04-01-019)[2]

CD 1 –  Navigation (Possibility Abstract XII)
1. Manch 	7:17
2. Manch-Ish 	8:59
3. Zade-Wuk 	11:42
4. Trist 	12:05
5. Zade-Wuk 	14:08

CD 2 – Navigation (Possibility Abstract XIII)
1. Zade 	11:04
2. Kid-Wuk 	14:47
3. Trist 	9:05
4. Manch 	8:29

## Rezeption
Nach Ansicht von Mark Corroto, der das Album in All About Jazz rezensierte und mit 4½ (von fünf) Sternen auszeichnete, wäre der Kornettist Taylor Ho Bynum sicherlich ihr Spross, „wenn Duke Ellington und Anthony Braxton in der Lage wären, ihre DNA zu mischen und sich selbst zu reproduzieren“. Bynums Verschmelzung von Braxtons kartografischen Symbolen für seine Aufführungen und modularen Kompositionen mit Ellingtons Arrangements für bestimmte Spieler präge diese Musik, so der Autor. „Es ist ziemlich undenkbar, diese sechs Sätze zu hören: ‚MANCH‘, ‚ZADE‘, ‚WUK‘, ‚TRIST‘, ‚ISH‘ und ‚KID‘, ohne sich etwas anderes als Mary Halvorsons dysmorphe Gitarrensounds oder Jim Hobbs segelndes Altsaxophonfiguren vorzustellen.“ Die in unabhängigen Modulen geschriebene Musik ermögliche das Wechseln von einem Thema zum nächsten auf Signal eines Spielers. Jedes Stück setze sich als ein fortlaufendes Ganzes von einem Track zum nächsten fort, Übergänge sind manchmal nicht ohne weiteres erkennbar, mit Ausnahme der übergreifenden Themen jedes Blocks.
Lloyd Sachs schrieb in JazzTimes, Taylor Ho Bynum's Navigation sei „eine faszinierende Variationsstudie“ und biete vier verschiedene Einstellungen der erweiterten Titelmelodie durch sein exzellentes, engmaschiges Sextett/Septett – zwei live aufgenommene und zwei im Studio mit Chad Taylor als zweitem Schlagzeuger. Die Musik, die in verschiedene Abschnitte unterteilt ist, reiche von schimmernden räumlichen Untersuchungen über gutturalen New Orleans-Blues bis hin zu weit offenem Improvisieren. Trotz all dieser stilistischen Aktivitäten und der gezielten Stille zwischen den Abschnitten gibt es einen erfreulichen Fluss in diesen 40- und 50-minütigen Darbietungen. Man könne die Leichtigkeit spüren, mit der die Musiker die Stärken des anderen ausspielen, wenn sie in Untergruppen zerfallen, entweder um einen Solisten zu unterstützen (Bynum sei in besonders guter Form) „oder um ihre eigenen nervösen, in sich geschlossenen Momente zu schaffen. Einige dieser Momente, wie ein seelenvoller Ausbruch von Memphis-ähnlichen Hörnern, kommen aus heiterem Himmel; andere, wie ein zackig intensives Segment, das von Halvorsons heiß verdrahteten Tönen und pflaumenartigen Akkorden gespeist wird, haben unsere Erwartungen erfüllt.“ Ken Filiano sei häufig das Herzstück des Sounds der Band, mit seinem schwelgerischen Bogenspiel und den prägnanten Zupftönen, die zusammen mit Lowes tiefen Tönen einen starken Boden bilden. Die Studio-Performances seien nicht weniger intensiv als die Live-Tracks, zumal die Verdoppelung von Schlagzeug und Vibraphon die Textur verbessere.
Stef Gijssels schrieb im Free Jazz Blog, die Komposition und Improvisation böten viel und variieren von fast Fusion-beeinflussten Uptempo-Parts über jazzigere Themen bis hin zu kontrollierten und intensiven Stücken gemeinsamer Improvisation, die oft bedrohlich und ahnungsvoll sind. Erst nach mehrmaligem Hören erkenne man die Unterschiede zwischen den verschiedenen Aufführungen. „Abstract XII hat einen längeren, ruhigeren Teil im Mittelteil, aber dann setzt der Rhythmus wieder ein, wobei Filianos Bass das Stück in seinem zentralen Thema verankert, jedoch weniger explizit als in anderen Variationen, und Halvorson in ein schönes Duett coll’arco einbindet. Abstract XIII sei noch abstrakter geworden, wobei die Hauptthemen jetzt identifizierbar, aber noch weniger explizit sind und seltsamerweise die Soloauftritte und einige der Hornabschnitte gegen Ende sensibler und fragiler, sogar bluesiger machen. Und das sei das Schöne an Bynums Kompositionen“, resümiert der Autor; „sie sind Jazz mit allen Elementen der Tradition, mit Blues, Swing, Bop, Funk, Fusion - zum Glück alle eher implizit, aber offensichtlich präsent - bis hin zu Braxton und der heutigen Avantgarde.“ Es sei eine tolle Suite, voller Abwechslung und fantastischem Zusammenspiel und außergewöhnlichen Interaktionen. Die gesamte Band spiele sehr stark, mit den offensichtlich erkennbaren Auftritten von Taylor Ho Bynum und Jim Hobbs, „und um ehrlich zu sein, sie sind großartig.“